# Agathe Lasch
Agathe Lasch, née le 4 juillet 1879 à Berlin et décédée le 18 août 1942 à Riga, est une germaniste et la première professeure de l’université de Hambourg. Elle a étudié l’histoire du moyen bas allemand. Elle est victime de la Shoah, tuée en tant que Juive à Riga en 1942.

## Ouvrages
- (de) Geschichte der Schriftsprache in Berlin bis zur Mitte des 16. Jahrhunderts, Universität Berlin, 1909
- (de) Die Mittelniederdeutsche Grammatik, Halle, Max Niemeyer, coll. « Sammlung kurzer Krammatiken germanischer Dialekte » (no 9), 1914 (lire en ligne)
- (de) Der Anteil des Plattdeutschen am niederelbischen Geistesleben im 17. Jahrhundert, Universität Hamburg, 1919
- (de) Geschichte der Schriftsprache in Berlin bis zur Mitte des 16. Jahrhunderts, Dortmund, Fr. Wilh. Ruhfus, 1920 (lire en ligne)
- (de) Berlinisch. Eine berlinische Sprachgeschichte, 1928
- (de) Mittelniederdeutsches Handwörterbuch, 1928–1934